# Cycas glauca
Cycas glauca là một loài thực vật hạt trần trong họ Cycadaceae. Loài này được Miq. mô tả khoa học đầu tiên năm 1842.